# 新日本プロレス S.X.W
新日本プロレス S.X.W（しんにほんプロレス・エス・エックス・ダブリュー）は、J SPORTS 3で放送されていた新日本プロレスの中継番組である。S.X.Wは「Strong Style Extreme Wrestring（ストロング・スタイル・エクストリーム・レスリング）」の略。

## 概要
新日本プロレスは1973年よりテレビ朝日で中継が行われているものの、放送時間に制約があるためノーカット中継を衛星放送に求めるようになった。
そんな中、当時のスポーツ・アイ ESPNが新日とタッグを組み2000年10月より月2回2時間枠で中継を開始した。
当初、初回放送は第2・第4月曜日21時からであったが、後に20時から（かつてワールドプロレスリングも放送していた時間帯）、19時からに変更された。
また、G1 CLIMAXはこれとは別に2大会生中継を実施していた。
解説は山本小鉄が務めていた。
なお、2010年春改編を以ってリニューアルを敢行した。月2大会の定期録画中継を終了して、蝶野正洋をエグゼクティブ･プロデューサーに迎えた「〜蝶野正洋プロデュース〜STRONG STYLE MANIA」に変更、一方で「J SPORTS CROWN」と題したシリーズを設けて全試合を生中継または当日録画による「独占中継」とした。のち、全試合ハイビジョン制作に移行した。また、「新日本プロレスS.X.Wクラシック」と称した過去の再放送も行っていた。
2011年以降は「新日本プロレス」のタイトルで放送された。
2012年より朝日ニュースター（現：テレ朝チャンネル2）でも放送開始されたこともあり、12月を以って終了することが発表された。

## 出演
- 実況：鍵野威史[2]
- 解説：山本小鉄